# Silvio
Silvio je moško osebno ime.

## Izvor imena
Ime Silvio je različica moškega osebnega imena Silvester.

## Pogostost imena
Po podatkih Statističnega urada Republike Slovenije je bilo na dan 31. decembra 2007 v Sloveniji število moških oseb z imenom Silvio: 36.